# ماثيدا
بلدية ماثيدا (بالإسبانية: Maceda) هي بلدية تقع في مقاطعة أورينسي التابعة لمنطقة غاليسيا شمال غرب إسبانيا.

## الديموغرافيا
بلغ عدد سكان بلدية ماثيدا 3.129 نسمة عام 2011 (وفقاً للمعهد الوطني للإحصاء الإسباني).
| 3.467 | 3.399 | 3.346 | 3.218 | 3.146 | 3.139 | 3.129 |